# Aglaonema crispum
Aglaonema crispum là một loài thực vật có hoa trong họ Ráy (Araceae). Loài này được (Pitcher & Manda) Nicolson mô tả khoa học đầu tiên năm 1968.